# Juozas Vokietaitis

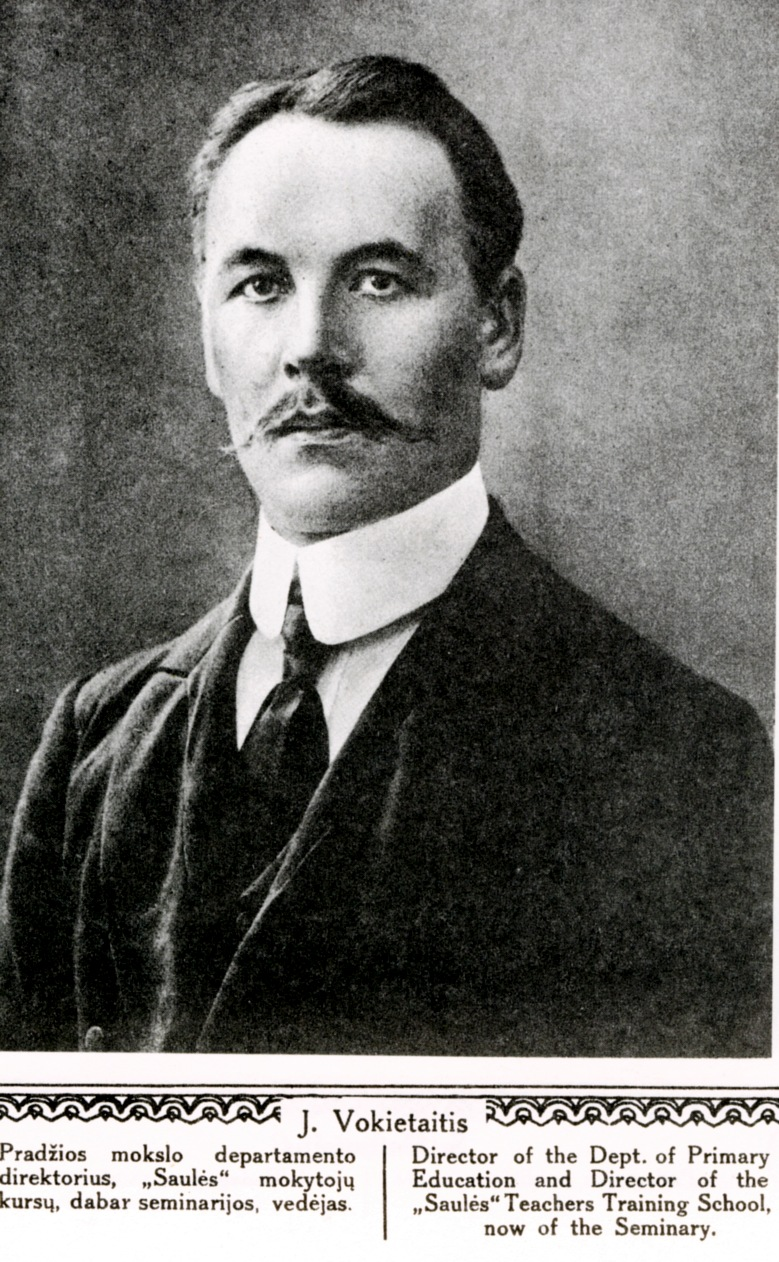

Juozas Vokietaitis (*  30. September 1872 in Bevardiškiai, Wolost Padovinys, jetzt Gemeinde Marijampolė; † 15. Dezember 1931 in Berlin) war ein litauischer Musiker, Chordirigent und Politiker.

## Leben
Vokietaitis besuchte die Grundschule in Daukšiai und von 1887 bis 1890 das Lehrerseminar in Veiveriai. Als Lehrer arbeitete er in Lodsch (Polen). Ab 1907 lebte er in Kaunas. Von 1907 bis 1914 leitete er die  Lehrer-Kurse des „Saulės“-Vereins, unterrichtete Musik und führte den Chor. Ab 1918 war er Mitglied im Rat der Stadtgemeinde Kaunas. Beim Ersten Weltkrieg lebte er in Russland. In Woronesch leitete er ein Chor. Von 1918 bis 1925 leitete er das Saulės-Lehrerseminar als Direktor. Er lehrte Psychologie,  Pädagogik und Pädagogikgeschichte. Von 1919 bis 1931 leitete er als Direktor das Grundschulbildungsdepartament am Bildungsministerium Litauens. 1931 war er Bürgermeister der Stadtgemeinde Kaunas.
Sein Bruder war Antanas Vokietaitis (1877–1950).

## Auszeichnungen
- 1928: DLK Gedimino 3 laipsnio ordinas
- 1931: DLK Gedimino 2 laipsnio ordinas